# 発破技士

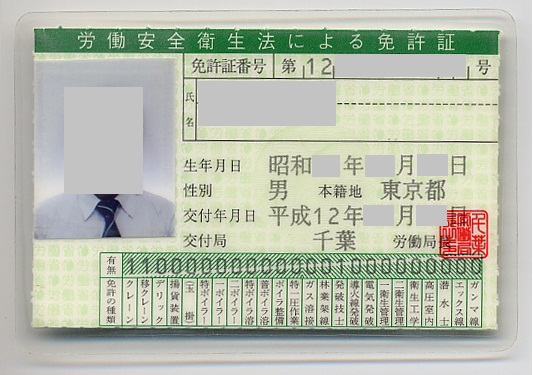
「免許の種類」右から10番目が発破技士免許　「有無」欄の1は限定条件無しを表す

発破技士（はっぱぎし）は、労働安全衛生法に規定された国家資格（労働安全衛生法による免許証）の一つであり、発破技士免許試験に合格し、都道府県労働局長から免許を交付された者をいう。

## 概要
採石現場や建設現場などで発破を行う際に穿孔（せんこう）、装填、結線、点火、不発の際の残薬点検と処理などの業務に従事することができる資格である。
この業務には、発破技士のほか、火薬類取締法に定める火薬類取扱保安責任者、鉱山保安法に定める鉱山保安技術職員も従事できる。

## 免許交付要件
免許を受けるには、試験合格に加え次のいずれかの要件を満たす必要がある。いずれも東京労働局長へ交付申請する。
- 大学、高等専門学校、高等学校、中等教育学校で応用化学、採鉱学、土木工学に関する学科を専攻して卒業し、その後3か月以上発破業務についての実地修習を経た者
- 発破の補助作業業務に6か月以上従事した経験を有する者
- 厚生労働大臣が定める発破実技講習の修了者

なお、これらは2012年（平成24年）3月31日までは免許試験受験時の受験資格要件として定められていたものであるが、法改正により、2012年（平成24年）4月1日以降は免許交付時の免許交付要件の一つに改められている。

## 発破実技講習
発破関係の学歴や実務経験がない者、又はこれから発破の業務に就こうとする者などを対象に、公益社団法人全国火薬類保安協会が地域別に行う講習で、2日間にわたって学科と実技が行われる。修了すると発破技士試験の免許交付要件が満たされる。

### 講習科目
- 学科

1. 座学講習（火薬類の取扱い、発破用具と模造火薬類の併用による座学講習）
2. 修了試験

- 実技

1. 見学（穿孔（せんこう）、火薬類の装てん、電気雷管の結線、退避、点火、発破後の点検等）
2. 演習（導火線発破（導火線の燃焼秒時の実測、小石を用いた導火線発破）、電気発破（電気発破の多段発破、導火線との組合わせ発破））

## 免許試験
- 試験は各地の安全衛生技術センターで行われる。
- 旧制度で交付された導火線発破技士免許や電気発破技士免許の所持者は「火薬類の知識」及び「火薬の取扱い」の試験科目が免除される。

### 試験科目
試験は学科のみで実技はない。
1. 火薬類の知識（50点）
2. 火薬類の取扱い（30点）
3. 発破の方法（20点）

### 受験資格
規定なし。誰でも受験できる。2012年（平成24年）3月31日まで発破技士の受験資格要件として定められていたものは、法改正により、2012年（平成24年）4月1日以降は先述の免許交付要件に改められている。